# Heilig-Kreuz-Kirche (Würzburg)

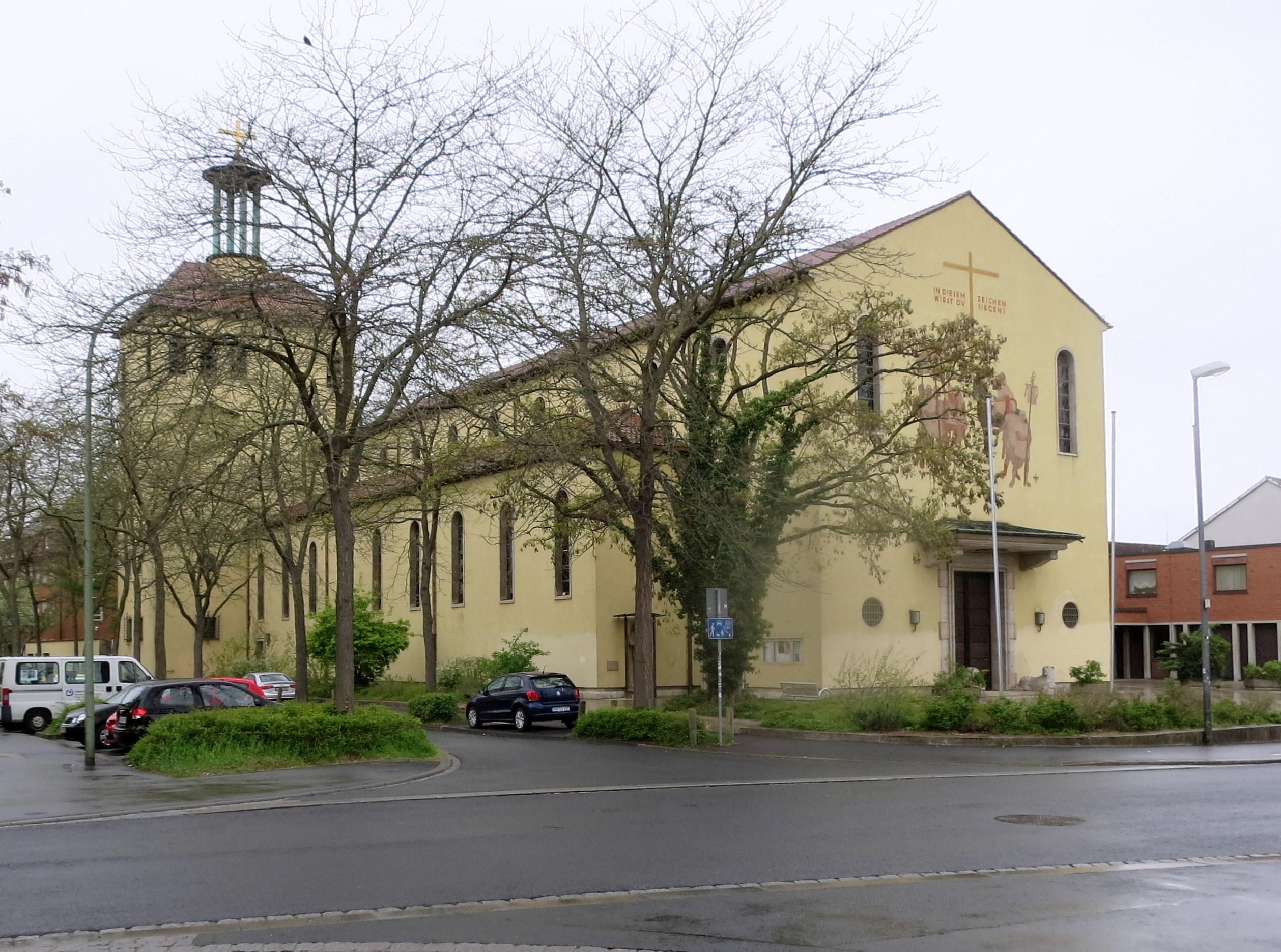
Die Heiligkreuz-Kirche in der Zellerau

Die Pfarrkirche Heiligkreuz Würzburg ist eine römisch-katholische Pfarrkirche im Stadtbezirk Zellerau von Würzburg. Sie steht in der Sedanstraße, Ecke Friedrichstraße und ist ein geschütztes Baudenkmal mit der Aktennummer D-6-63-000-165 des Bayerischen Landesamtes für Denkmalpflege.

## Geschichte
Die Pfarrkirche Heiligkreuz wurde durch den Architekten Michael Niedermeier erbaut. Die Grundsteinlegung erfolgte am 5. August 1934, die Weihe nahm Bischof Matthias Ehrenfried am 15. September 1935 vor. Beim Bombenangriff auf Würzburg am 16. März 1945 wurde das Kirchendach zerstört.
Der Kirchenbau wurde außen in den Jahren 1957/1958 renoviert, die Neugestaltung des Chorraumes und die Innenrenovierung 1967 standen unter der Leitung von Walter Schilling. Die letzte Komplettinstandsetzung war im Jahr 1985.

## Baubeschreibung

### Architektur
Der Kirchenbau ist eine dreischiffige Basilika mit Satteldach und seitlich integriertem rechteckigem Turm mit Walmdach und hoher Laterne. Der Putzbau mit einem Löwenportal zeigt Kalksteingliederungen und trägt an der Hauptfassade das Bild Kreuzeserhöhung durch Kaiser Konstantin von Willy Jakob aus dem Jahre 1935 in Sgraffito-Technik.

### Innenraum
An der Chorwand hängt seit 1967 eine Bronzeplastik des Wiederkehrenden Christus mit Tabernakel von Otto Sonnleitner und auf der linken Stirnseite des Mittelschiffes seit 1985 ein Bronzeabguss einer für die Bayreuther St.-Hedwigs-Kirche von Otto Sonnleitner 1961 geschaffenen Madonna mit Kind. Ein Relief aus rotem Marmor von Fried Heuler aus dem Jahr 1935 am Kanzelkorb stellt Christus inmitten der Apostel dar. An der Rückwand des rechten Seitenschiffes steht eine Madonna aus Holz von Fried Heuler. An der Rückwand des linken Seitenschiffes befindet sich eine Herz-Jesu-Figur aus Holz.
Die 14 Kreuzwegstationen aus Bronze stammen von Sebastian Putz aus Bad Brückenau. Über der Orgelempore wurden zwei Fenster mit Darstellung des Richterspruchs Christi nach Entwürfen von Karl Clobes aus Tückelhausen eingebaut. In der Werktagskapelle befinden sich vier weitere Fenster des Künstlers.

### Baudenkmal
Die Kirche wird vom Bayerischen Landesamt für Denkmalpflege (BLfD) wie folgt beschrieben: „Dreischiffige Basilika mit Satteldach und seitlich integriertem rechteckigem Turm mit Walmdach und hoher Laterne, Putzbau mit Kalksteingliederungen, Löwenportal und Wandmalerei, Michael Niedermeier, 1934/1935“ und trägt die Aktennummer D-6-63-000-165.

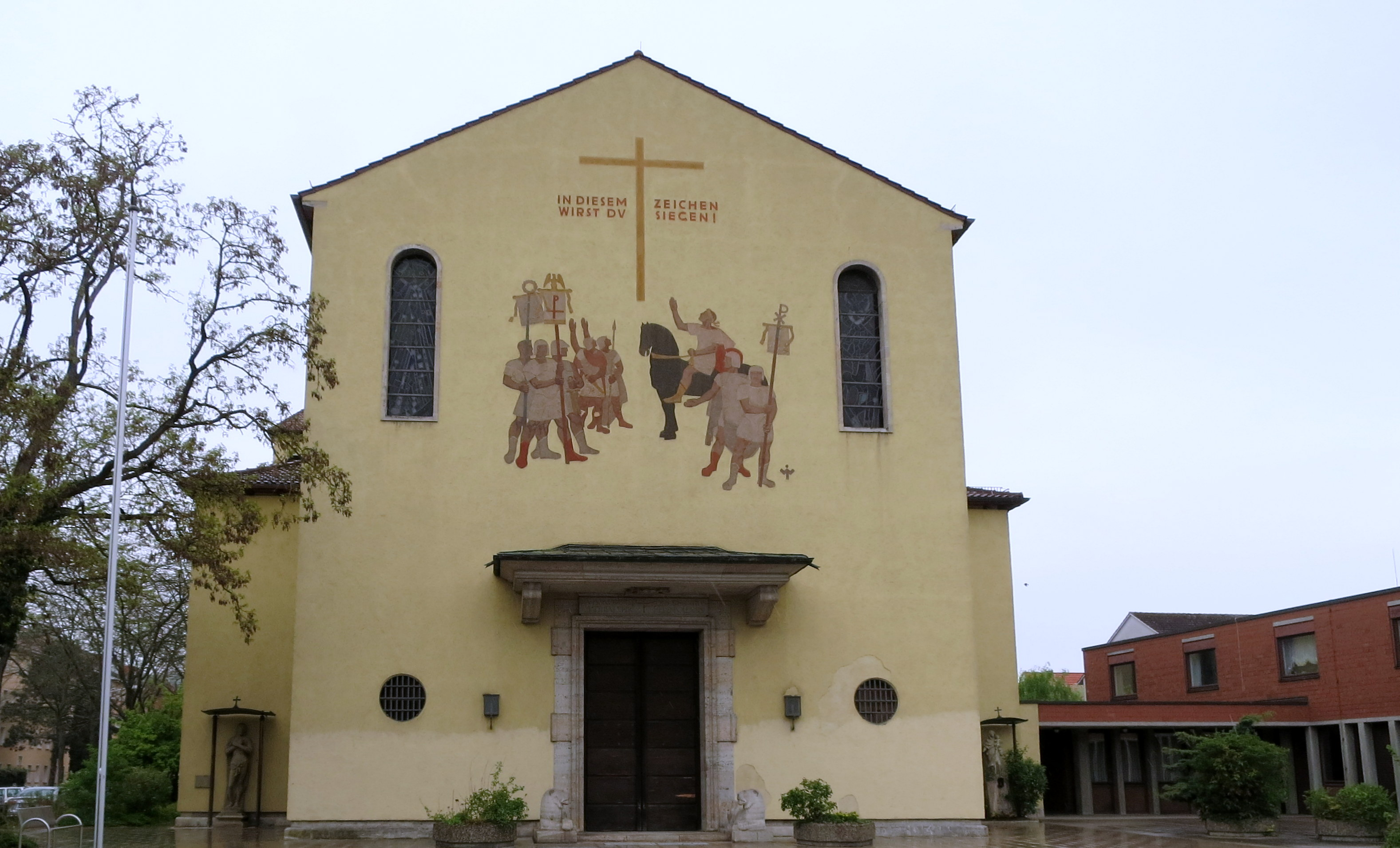
Giebelfront mit Portal
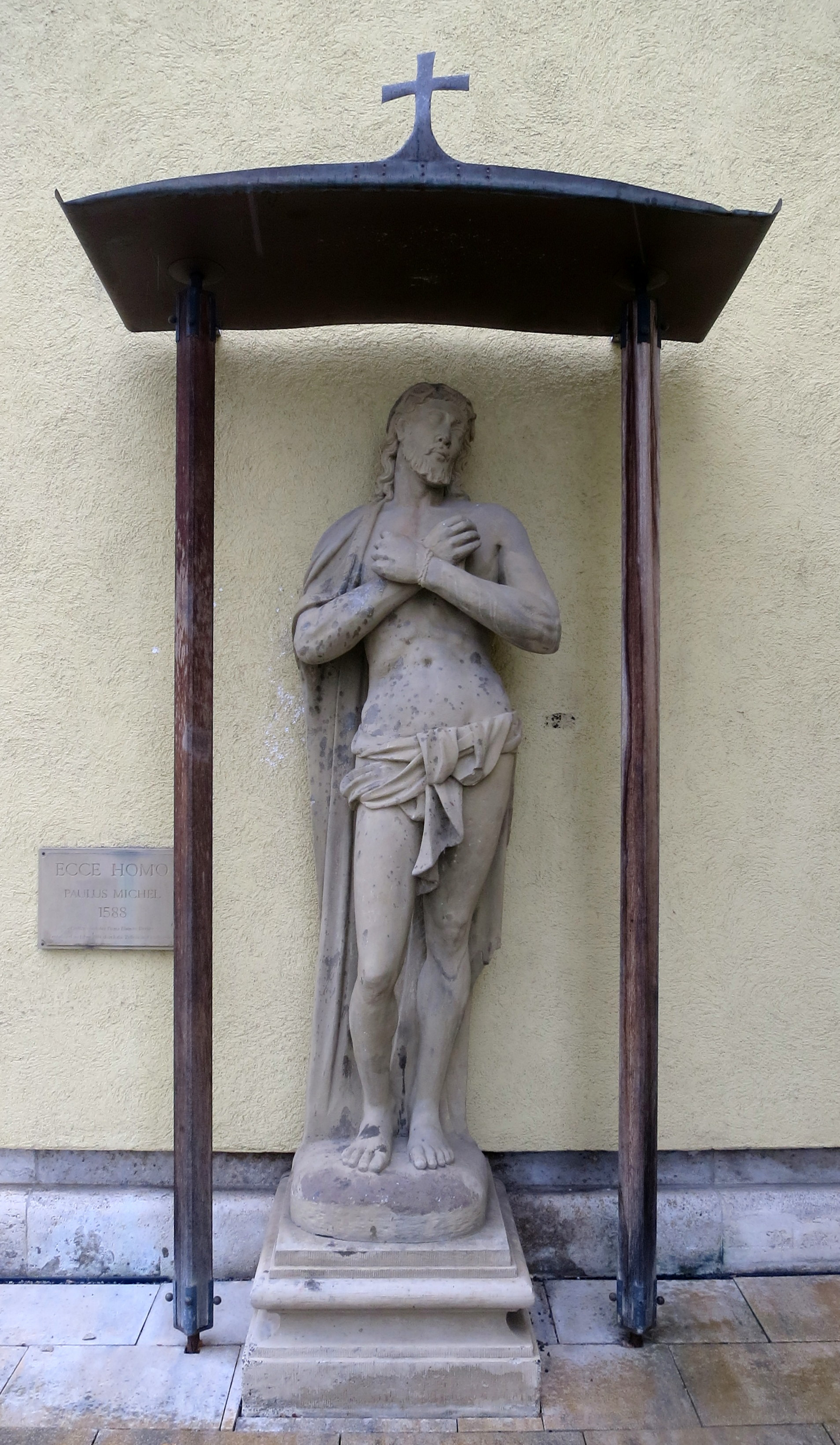
Christusfigur links vom Portal
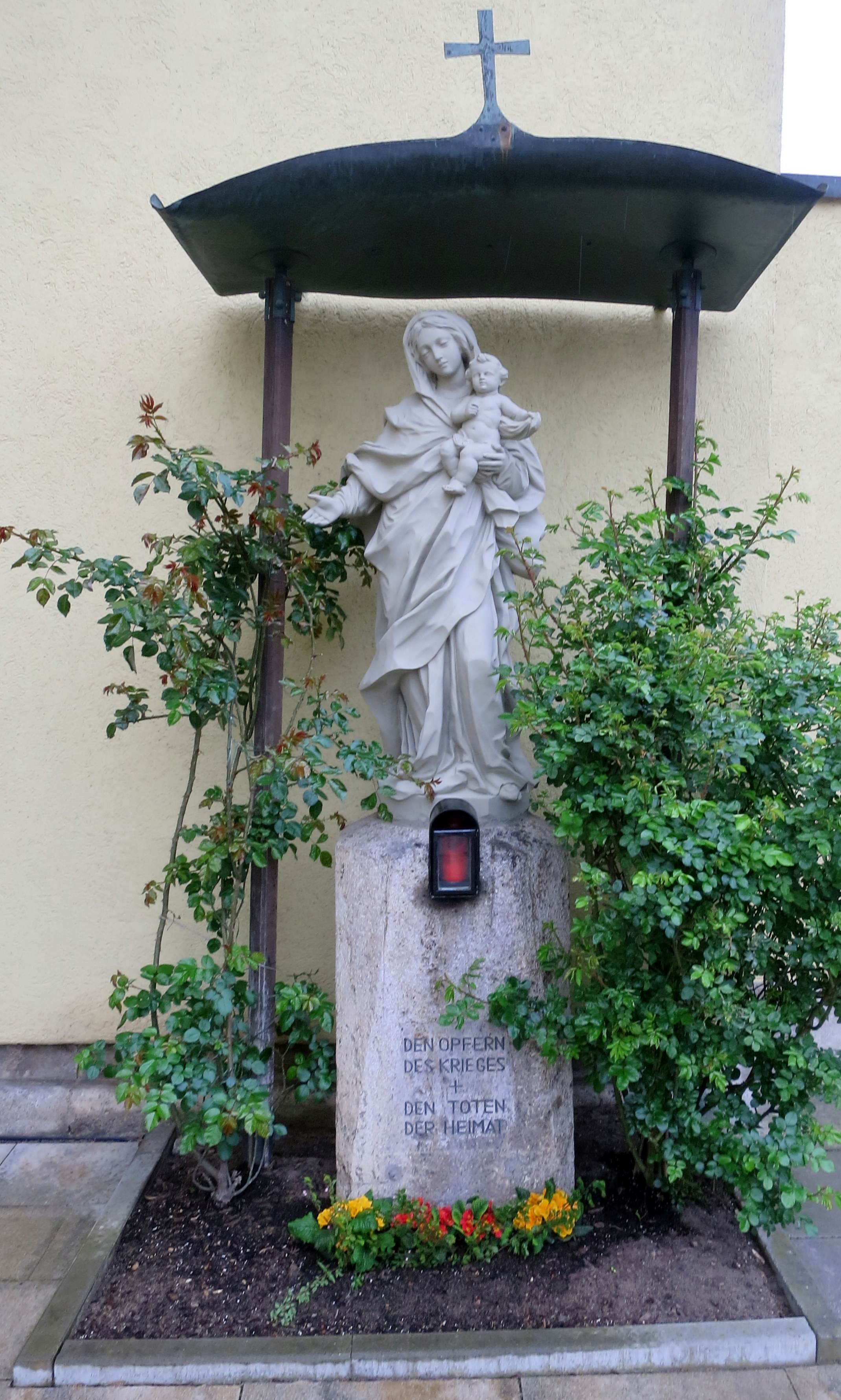
Marienfigur rechts vom Portal
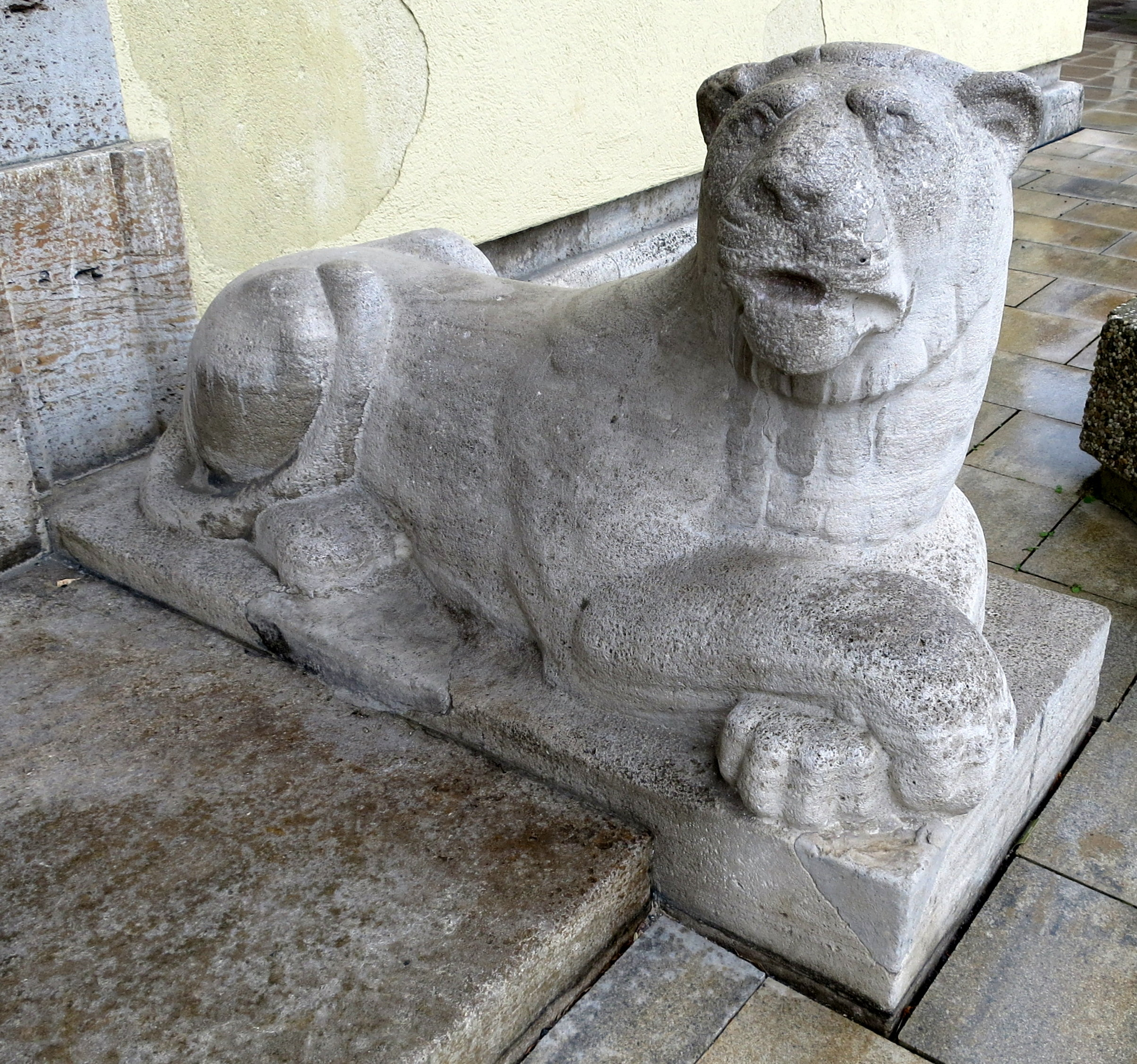
Löwe als Portalwächter
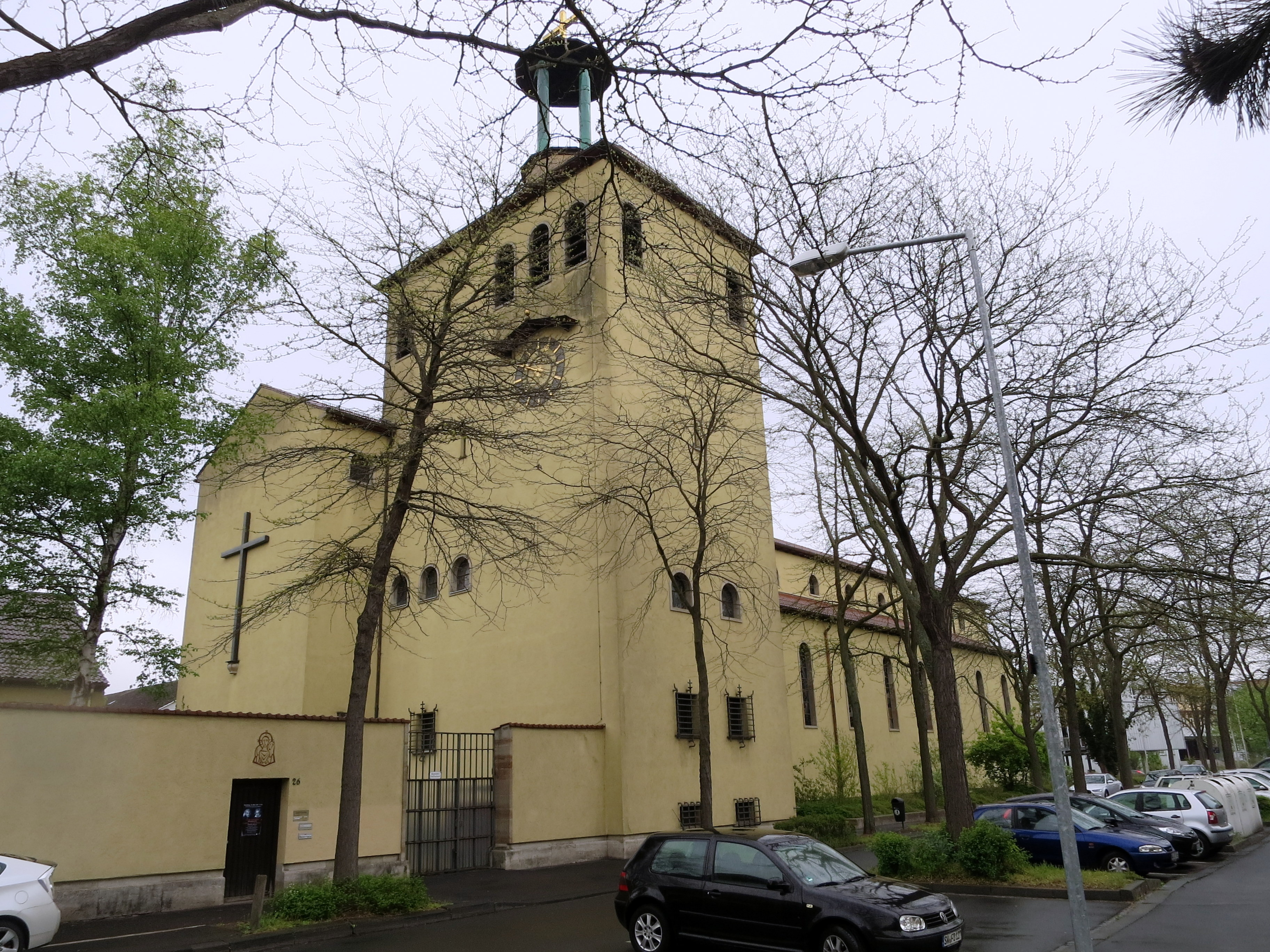
Der massive Turm
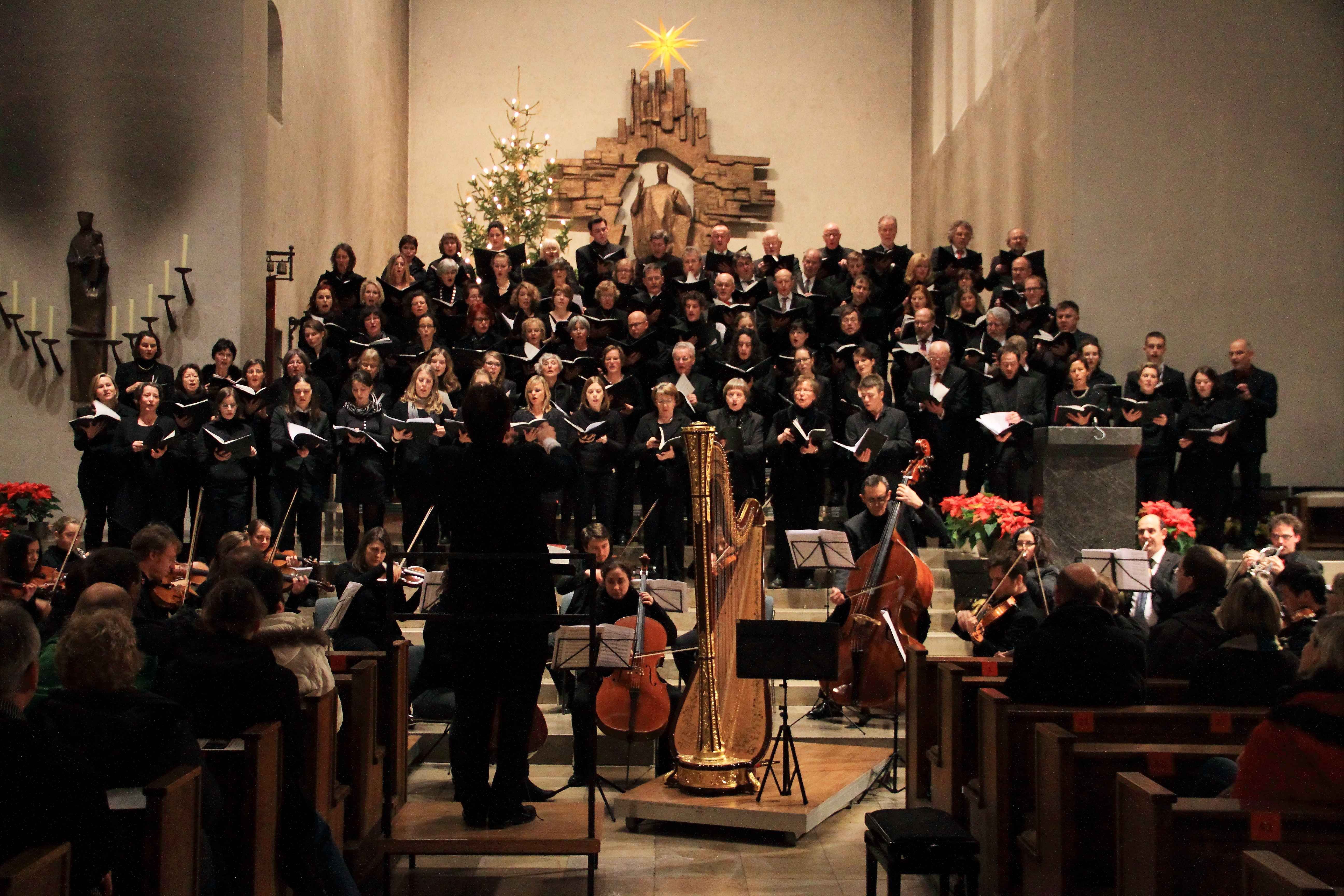
Ein Kirchenkonzert
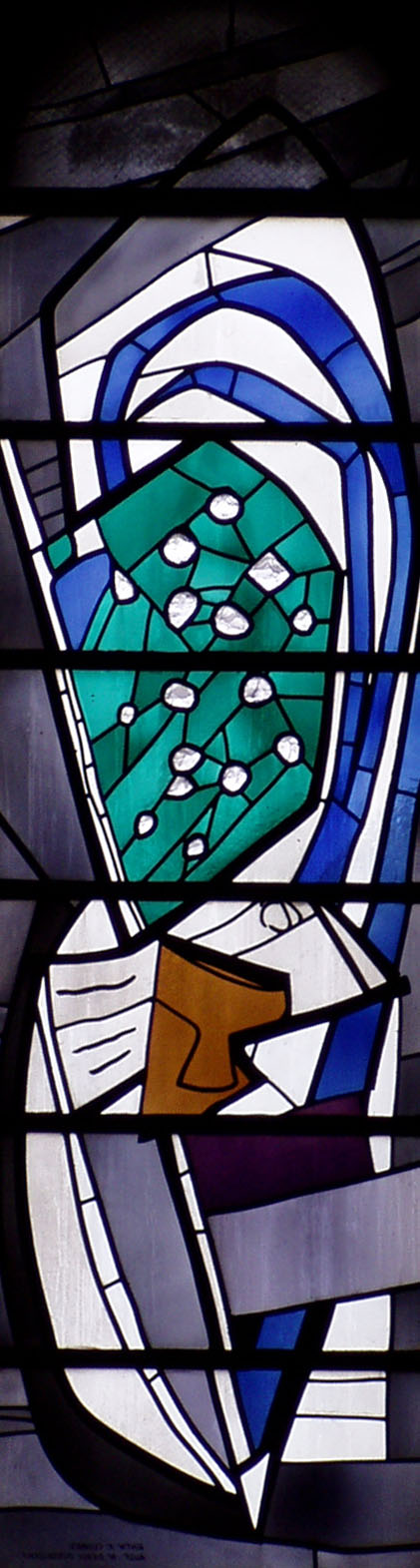
Fenster von außen
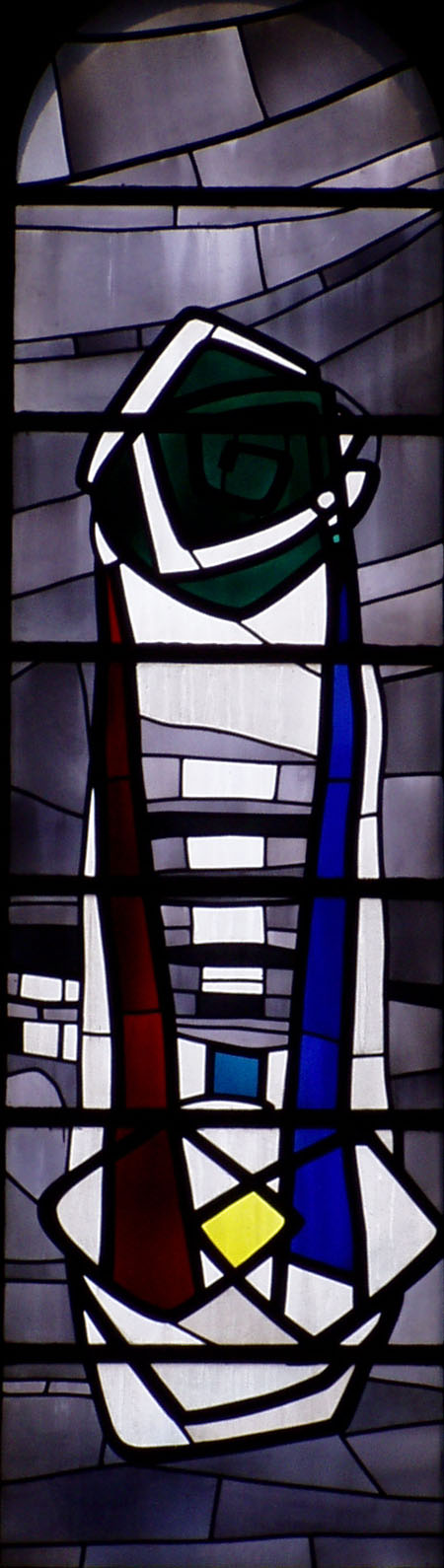
Sakramentsfenster von außen

## Würzburger Kantorei
Die Würzburger Kantorei wurde im Herbst 2002 in der Heilig-Kreuz-Kirche gegründet. Sie ist ein aus mehreren Altersgruppen bestehender Verband von Kinder- und Jugendchören, der von der Dekanatskantorin Anke Willwohl geleitet wird.
Bekanntheit erlangte die Chorgemeinschaft zunächst durch regionale Konzerte, etwa in Aschaffenburg, Kitzingen oder Miltenberg. Inzwischen fanden auch regelmäßige Auftritte in anderen Teilen Deutschlands, wie in Aachen oder im Kölner Dom sowie im europäischen Ausland statt.
Aufgrund der großen Anzahl an Sängern sowie des unterschiedlichen Leistungsstandes finden die Proben in verschiedenen Altersgruppen statt. Insgesamt bilden sich so vier Chöre, die zu unterschiedlichen Terminen auftreten. Für Jungen und Mädchen unter 14 Jahren finden zumeist 60-minütige Proben in den A-, B- und Vor-Chören statt. Ältere Mitglieder singen im sogenannten Jugendchor der Würzburger Kantorei oder später im Kammerchor. Die älteren Mitglieder singen in der SATB-Stimmlage. Rund 60 Kinder und Jugendliche sind in der Kantorei aktiv. Insgesamt gehören den Chören mehr als 100 Personen an.

## Orgel
Die Orgel in der Kirche Heilig-Kreuz wurde 1998 von Johannes Klais als Opus 1764 erbaut. Die 35 Register verteilen sich auf drei Manuale und Pedal.

## Geläut
Im Turm befinden sich vier Glocken, drei der Fa. Czudnochowsky aus Erding und die kleinste von 1934 aus der Gießerei Ulrich aus Apolda:
1. Dreifaltigkeitsglocke: Schlagton dis', Gewicht 1.680 kg
2. Kreuzglocke: Schlagton e', Gewicht 950 kg
3. Muttergottesglocke: Schlagton fis', Gewicht 650 kg
4. Josefsglocke: Schlagton a', Gewicht 500 kg

## Pfarreiengemeinschaft
Die Gemeinde bildet zusammen mit der Pfarrei St. Elisabeth in der Zellerau die Pfarreiengemeinschaft Heiligkreuz und St. Elisabeth.